# 中国国鉄HXN5型ディーゼル機関車
HXN5型ディーゼル機関車（エイチエックスエヌ5がたでぃーぜるきかんしゃ）とは、中華人民共和国鉄道部（中国国鉄）が2008年（平成20年）から製作した電気式貨物用ディーゼル機関車である。

## 概要

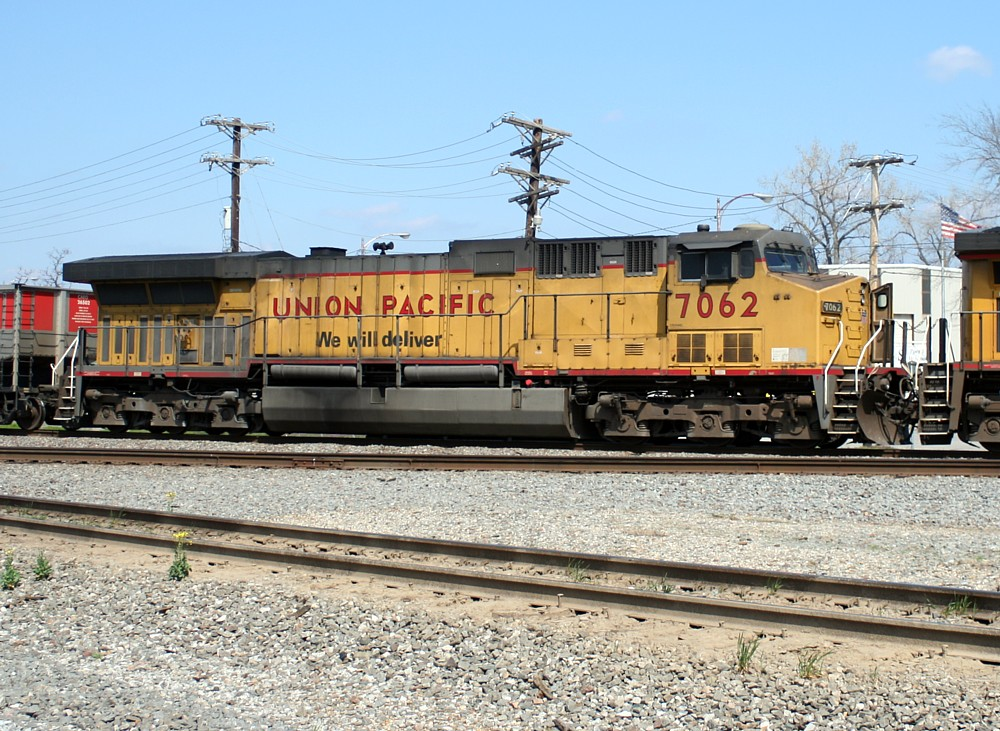
HXN5型の原型車、AC6000CW

本形式は米国ゼネラル・エレクトリック（以下GE）がエボリューション・シリーズとAC6000CWを元に開発した。GEからの技術移転を受け、南車戚墅堰機車が製造する。形式番号はHXN5（数字はメーカーを表し、5は戚墅堰機車を指す）で、中国語では一般に“和諧”5型内燃機車と呼ばれる。メーカーのGEにおける呼称はES59ACiで、ESはエボリューション・シリーズ（Evolution Series）、59は出力5900馬力、ACは交流電動機、iは輸出用を表す。1号機は2008年に完成、2009年より量産を開始した。
HXN5型はランボード、モノコックシャーシ、単端運転台を採用している。GEVO-16型ディーゼルエンジン、永久磁石同期電動機（PMSM）とIGBT素子のVVVFインバータを搭載しており、デジタル制御のAESS制御システムを採用している。三重連が可能で、軸配置はCo-Coである。
鉄道部は2005年11月1日にGE及び戚墅堰機車からの機関車購入とともに両社の提携により技術移転を行なう事に調印、HXN5型を300両調達し、価格はあわせて4.5億ドルとなった 。提携は技術移転、輸入された完成車の購入、部品単位で輸入し国内での組み立てと国内で生産された物の調達の4段階に分かれていた。GEが製造した最初の2両(HXN50001 /HXN50002)は米国で製造後完成車の形で送られ、残りの298両は戚墅堰機車がGEの協力の元で製造、徐々に“国産化”する。国内で組み立てられた最初の機関車(HXN50003)は2008年11月25日に出場している。

## 国産化
南車時代電気はGEからIGBTインバーターの技術移転を受け、285台のHXN5型用インバーターを提供、最初の製品は2008年11月21日に検査を合格している。成都機車車輛有限公司は電動機と発電機等の技術移転を受けた。最初に製造されたHXN5型用電装品を搭載した機関車は2009年3月17日に出場、哈爾浜鉄道局哈爾浜機関区に配置された。

## 参考資料
1. ↑  GE TO SUPPLY CHINA’S MINISTRY OF RAILWAYS WITH 300 LOCOMOTIVES[リンク切れ]
2. ↑  中国南車：我国最大功率環保内燃機車在中国南車下線 Archived 2008年12月25日, at the Wayback Machine.
3. ↑  時代電気：国産化GE変流器通過首件鑑定
4. ↑  中国南車：南車成都公司首台HXN5配套電機成功下線 Archived 2010年6月30日, at the Wayback Machine.